# Сноубординг на зимових Дефлімпійських іграх 2019
Сноубординг був одним зі змагань на зимових Дефлімпійських іграх 2019. Більшість змагань виграли спортсмени з Росії.

## Медалі
*   Країна-господарка (Італія)
| Місце               | Країна              | Золото | Срібло | Бронза | Загалом |
| ------------------- | ------------------- | ------ | ------ | ------ | ------- |
| 1                   | Росія (RUS)         | 7      | 6      | 6      | 19      |
| 2                   | США (USA)           | 2      | 1      | 2      | 5       |
| 3                   | Чехія (CZE)         | 1      | 0      | 0      | 1       |
| 4                   | Фінляндія (FIN)     | 0      | 2      | 0      | 2       |
| 5                   | Австрія (AUT)       | 0      | 1      | 0      | 1       |
| 6                   | Італія (ITA)*       | 0      | 0      | 1      | 1       |
| 6                   | Китай (CHN)         | 0      | 0      | 1      | 1       |
| Загалом (7 збірних) | Загалом (7 збірних) | 10     | 10     | 10     | 30      |

## Медалісти

### Чоловіки
| Дисципліна                     | Золото                   | Срібло                    | Бронза                    |
| ------------------------------ | ------------------------ | ------------------------- | ------------------------- |
| Паралельний гігантський слалом | Олексій Казанцев · Росія | Пйотр Лебедєв · Росія     | Даніл Істомін · Росія     |
| Паралельний слалом             | Олексій Казанцев · Росія | Даніл Істомін · Росія     | Едвард Халаджан · Росія   |
| Сноуборд-крос                  | Томаш Паздера · Чехія    | Алексей Ігнатенко · Росія | Станіслав Соколов · Росія |
| Слоупстайл                     | Шон Ессон · США          | Станіслав Соколов · Росія | Ілля Пенков · Росія       |
| Біг-ейр                        | Микита Горячев · Росія   | Ілля Пенков · Росія       | Шон Ессон · США           |

### Жінки
| Дисципліна                     | Золото                    | Срібло                         | Бронза                   |
| ------------------------------ | ------------------------- | ------------------------------ | ------------------------ |
| Паралельний гігантський слалом | Анна Сурміліна · Росія    | Сесилія Гангікоскі · Фінляндія | Марія Капусткіна · Росія |
| Паралельний слалом             | Анна Сурміліна · Росія    | Сесилія Гангікоскі · Фінляндія | Чао Юю · Китай           |
| Сноуборд-крос                  | Маргарита Носкова · Росія | Ліза Зьорвег · Австрія         | Еріка Дугнані · Італія   |
| Слоупстайл                     | Лорен Вейбере · США       | Маргарита Носкова · Росія      | Елла Шевлякова · Росія   |
| Біг-ейр                        | Маргарита Носкова · Росія | Лорен Вейберт · США            | Лорен Бенедікт · США     |